# Гута Обединська
Гу́та Обединська — село в Україні, у Львівському районі Львівської області. Населення становить 153 особи. Орган місцевого самоврядування - Рава-Руська міська рада.

## Історія

## Населення

### Мова
Розподіл населення за рідною мовою за даними :
| Мова       | Кількість | Відсоток |
| ---------- | --------- | -------- |
| українська | 152       | 99.35%   |
| російська  | 1         | 0.65%    |
| Усього     | 153       | 100%     |